# Ruppiner Land

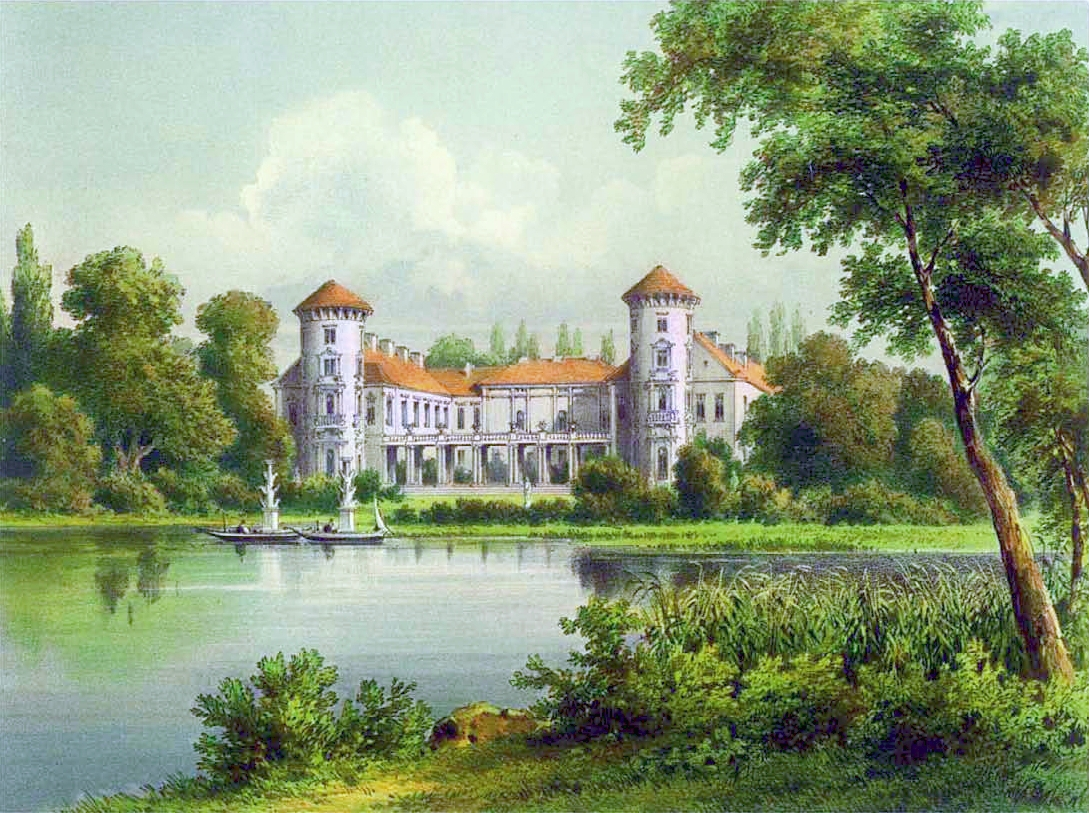
Schloss Rheinsberg im Ruppiner Land um 1860 (Sammlung Alexander Duncker)

Das Ruppiner Land (auch Land Ruppin) ist eine historische Landschaft im Nordwesten des Landes Brandenburg um die Städte Neuruppin, Rheinsberg und Gransee. Es handelt sich um das ehemalige Gebiet der Herrschaft Ruppin (um 1214 bis 1524) und des daraus hervorgegangenen Kreises Ruppin (1524 bis 1952). Theodor Fontane setzte dem Ruppiner Land ein literarisches Denkmal mit dem ersten Band seiner Wanderungen durch die Mark Brandenburg, der 1862 unter dem Titel Die Grafschaft Ruppin erschien, sowie mit seinem Roman Der Stechlin von 1897/98.

## Geographie

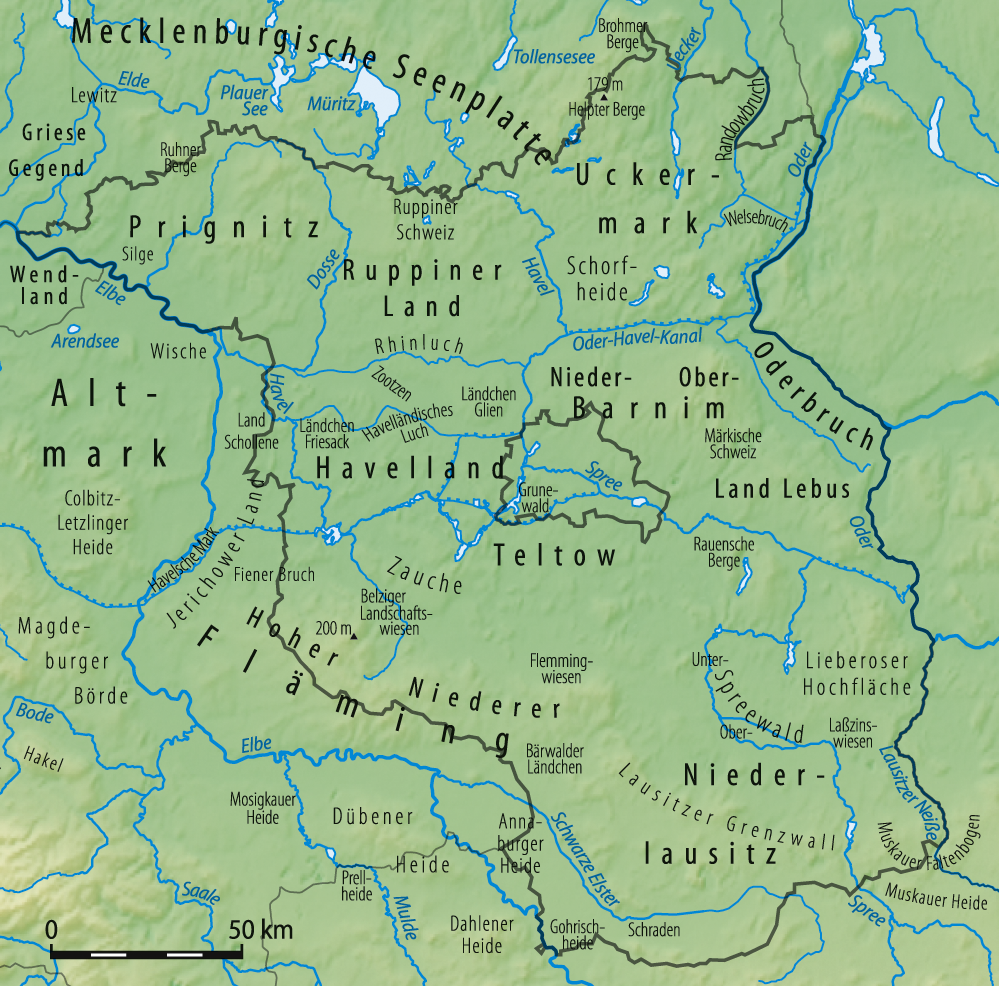
Lage des Ruppiner Landes im Land Brandenburg

Das Ruppiner Land gehört heute zum Gebiet der Landkreise Ostprignitz-Ruppin und Oberhavel. Es erstreckt sich zwischen dem Kleinen Pälitzsee im Norden, der Havel im Osten, dem Rhin im Süden und der Jäglitz und der Dosse im Westen, ohne dass diese Gewässer durchgehend die Grenze bilden. Landschaftlich grenzt es im Nordosten an Mecklenburg, insbesondere an den Fürstenberger Werder, im Osten an die Uckermark, im Südosten an das Land Löwenberg, im Süden an das Havelland sowie im Westen und Norden an die Prignitz. Hauptort des Ruppiner Landes ist die Stadt Neuruppin. Weitere gegenwärtige oder ehemalige Städte sind Alt Ruppin, Gransee, Lindow (Mark), Neustadt (Dosse), Rheinsberg und Wusterhausen/Dosse.
Naturräumlich wird das Ruppiner Land eingenommen durch das Rheinsberger Seengebiet im Norden, einem Teilgebiet des Neustrelitzer Kleinseenlandes, durch die Granseer Platte im Nordosten, durch die Rüthnicker Heide im Südosten, durch das Rhinluch im Süden, durch die Ruppiner Platte im Südwesten und durch die Wittstock-Ruppiner Heide im Nordwesten, die die Ruppiner Schweiz mit einschließt.
Der Tourismusverband Ruppiner Seenland e. V. in Neuruppin firmierte zeitweise als Tourismusverband Ruppiner Land e. V. Trotz dieser Bezeichnung umfasst das Gebiet dieses Verbandes auch Teile der Landkreise Ostprignitz-Ruppin und Oberhavel, die nicht zum Ruppiner Land gehören.